# Hypergolsk
Udtrykket hypergolsk (tysk: Hypergol, fra græsk: hyper-, dansk: ~ over- + ergon, dansk: arbejde) bruges om visse kombinationer af raketbrændstoffer og tilhørende iltningsmidler, som antænder spontant ved indbyrdes kontakt. I raketmotorer er dette en fordel, idét man ikke behøver særlige foranstaltninger for at starte forbrændingen – til gengæld forøges eksplosionsfaren, f.eks. i forbindelse med lækager i motorens forsyningssystem.